# Daisuke Miyagawa

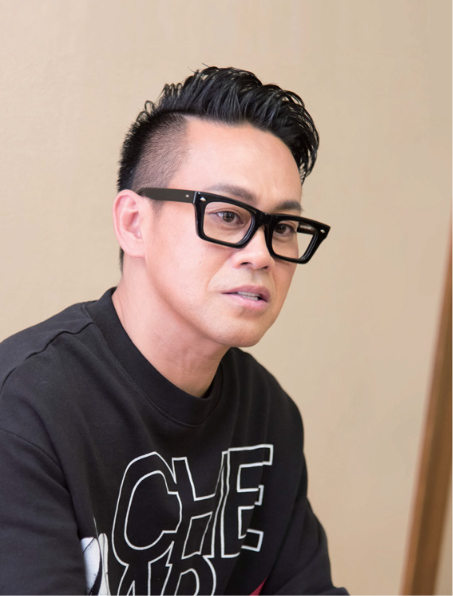
Daisuke Miyagawa (2018)

Daisuke Miyagawa (jap. 宮川 大輔, Miyagawa Daisuke; * 16. September 1972 in Kyōto, Präfektur Kyōto) ist ein japanischer Komiker, Schauspieler und Moderator. Er ist bekannt für viele Auftritte in diversen Fernsehserien. Als Moderator von Sekai no Hate made ItteQ! generiert er regelmäßig über 20 Millionen Zuschauer.

## Karriere
Miyagawa ist seit 1986 im japanischen Fernsehen präsent. Damals spielte er eine Nebenrolle in der Serie Sekai Fushigi Hakken!. Es folgten weitere Rollen in Fernsehserien, auch Cameo-Auftritte, aber auch Rollen in großen Filmproduktionen wie Der Große Japaner – Dainipponjin. Er ist auch als Moderator für den Sender Nippon Terebi Hōsōmō im Einsatz. Die dort laufende Sendung Sekai no Hate made ItteQ! generiert regelmäßig hohe Zuschauerzahlen. In diesem Format reist Miyagawa um die Welt und muss sich verschiedenen Herausforderungen stellen.
Im März 2015 nahm er an Stefan Raabs Wok-Weltmeisterschaft 2015 teil.

## Kinofilme
- 1996: Kishiwada Shōnen Gurentai: Boys Be Ambitious (岸和田少年愚連隊 BOYS BE AMBITIOUS)
- 1996: Sasurai no Troublebuster (さすらいのトラブルバスター, Sasurai no Toraburubasutā)
- 1999: Tsudoi (集い)
- 2007: Pachiki! Love & Peace (パッチギ! LOVE&PEACE)
- 2007: Der Große Japaner – Dainipponjin (大日本人, Dainipponjin)
- 2007: Mizutamari (水たまり)
- 2007: Ii Onna ni wa Un ga Aru (いいオンナには運がある)
- 2008: Gachi Boy (ガチ☆ボーイ, Gachi Bōi)
- 2008: Casino
- 2008: Kakushitoride no San’akunin: The Last Princess (隠し砦の三悪人 THE LAST PRINCESS)
- 2008: Sakura no Inrō (桜と印籠)
- 2008: Sai no Mezaka (賽ノ目坂)
- 2008: Casino 2
- 2009: Drop (ドロップ, Duroppu)
- 2009: Kafū o Machiwabite (カフーを待ちわびて)
- 2010: Saraba Itoshi no Daitōryō (さらば愛しの大統領)
- 2010: Ghost: Mō Ichido Dakishimetai (ゴースト もういちど抱きしめたい, Gōsuto: ~)
- 2011: Manzai Gang (漫才ギャング, Manzai Gyangu)
- 2014: Oh! Father (オー!ファーザー, Ō! Fāzā)
- 2015: Z Island (Ｚアイランド, Z Airando)